# Ludwig von Zinzendorf
Ludwig von Zinzendorf (ur. 23 września 1721 w Norymberdze, zm. 4 października 1780 w Wiedniu) – austriacki dyplomata i polityk. W 1750 roku został attaché ambasadora Austrii w Paryżu Wenzla Antona von Kaunitza, a następnie wielokrotnie pełnił misje dyplomatyczne. W 1764 roku otrzymał Order Świętego Stefana, w 1771 roku – Order Złotego Runa. W październiku 1764 roku poślubił Marię Annę von Schwarzenberg .
W 1766 roku zajmował się trzema projektami: poprawa wykorzystania środków z funduszu do spłat długu publicznego, założeniem giełdy oraz utworzeniem banku krajowego (Länderbank). Projekt banku został próbnie zatwierdzony w sierpniu 1767 roku, a Zinzendorfa mianowano prezesem. Instytucję jednak wkrótce rozwiązano wskutek krytyki i interwencji ze strony władz Hofrechenkammer (urząd dworski ds. obrachunkowych) oraz Centralbehörde (centralna izba obrachunkowa). W 1773 roku Zinzendorf został mianowany ministrem stanu .